# Exoprosopa atripes
Exoprosopa atripes är en tvåvingeart som beskrevs av Cole 1923. Exoprosopa atripes ingår i släktet Exoprosopa och familjen svävflugor. Inga underarter finns listade i Catalogue of Life.